# Leontodon longirostris
Leontodon longirostris es una especie de planta herbácea del género Leontodon de la familia Asteraceae.

## Descripción
Se trata de una especie anual, eventualmente bienal, con 2-20 tallos de 5-60 cm, glabros o hirsutos, con o sin diminutas brácteas caulinares hispidas (sobre todo hacía el ápice), surcados longitudinalmente, laticiferos, fistulosos en su parte apical y algo inflado por debajo del capítulo. Las hojas, en roseta basal, son linear-lanceoladas, de lobadas a pinnatífidas, e hirsutas (con pelos bí o trífidos) en sus dos lados, márgenes y nervios. Los capítulos son terminales y solitarios y, en la preantesis, son generalmente colgantes. El involucro es habitualmente hirsuto (muy ocasionalmente, es del todo glabro), con pelos blancos/translúcidos y alguno que otro subacúleo negruzco; tiene 2 filas de brácteas, libres entre sí, de márgenes escariosos y ápice fimbriado/lacerado: las externas mucho más cortas que las internas, y todas patentes/retrorsas en la fructificación. Las lígulas periféricas, que son más grandes que las interiores, tienen el tubo de 3-4,5 mm y el limbo de 7,5-11 mm, con una banda de color verdoso en el dorso; el ápice de todos los limbos es pentalobulado, con el lóbulo mediano algo más grande, ya que los senos adyacentes son más profundos que los exteriores. Son exteriormente algo peludas en el tubo, de color blanco, y densamente al nivel del límite tubo-limbo. Este último es de color amarillo, al igual que el gineceo y el androceo. El receptáculo, convexo, es alveolado con el borde de dichos alvéolos escarioso y fimbriado. Las cipselas, pardas, son heteromorfas: las más externas, lisas y/o estriadas longitudinalmente, recurvadas, más o menos encerradas en las brácteas involucrales más internas y, entonces, no dispersables, con pico pequeño y con una corona de cortas escamas escariosas; las internas, muy diferentes, tienen un largo pico (2-4 mm) acabado en un ensanche cupular inflado; el cuerpo, al igual que el pico, está recorrido por crestas longitudinales cubiertas de finas escamas antrorsas. Su vilano, persistente, está formado, generalmente, por una única fila de 10 aristas plumosas, libres entre sí, de contorno fusiforme largamente apiculado.

## Distribución y hábitat
Es una especie nativa del Mediterráneo occidental (España incluidas las Islas Baleares, Francia, Argelia, Marruecos, Tunisia y, curiosamente, Albania) y Macaronesia. Introducida en Estados Unidos (California). Crece en zonas abiertas y secas, bordes de caminos, etc. Florece y fructifica desde abril hasta junio.

## Taxonomía
Leontodon longirostris fue descrita primero por Robert Alan Finch y Peter Derek Sell como Leontodon taraxacoides subsp. longirostris y publicado en P.D. Sell, Taxonomic and nomenclatural notes on the Compositae Subfam. Cichorioideae, in Heywood V.H. (Edit.), Flora Europaea: Notulae Systematicae ad Floram Europaeam Spectantes, vol. 71, p. 247–248, 1975 y posteriormente elevado a categoría taxonómica de especie por Salvador Talavera y publicado en Herbarium Universitatis Hispalensis Flora Selecta, Centuria 1, p. 37, nº 78, 1982. Archivado el 8 de abril de 2014 en Wayback Machine.(«...Esta especie vive en los acantilados marítimos del NW de Marruecos (Tánger) y S de la Península Ibérica (Sur de Cádiz). Está Íntimamente emparentada, al menos fenéticamente, con Leontodon longirrostris (sic: la grafía original es longirostris) (Finch & P. D. Sell) Talavera, comb. nov. (= Leontodon taraxacoides subsp. longirrostris (sic: la grafía original es longirostris) Finch & P.D. Sell, Journ. Linn. Soc. London (Bot.), 71: 247, 1975, del que se diferencia, entre otros caracteres, por ser perenne. S. T»)
Citología
Número de cromosomas: 2n=8.
Sinonimia
- Apargia incrassata Moench, nom. illeg.
- Colobium hispidum (Roth) Holub
- Colobium hispidum Roth
- Leontodon saxatilis subsp. rothii Maire
- Leontodon saxatilis subsp. hispidus (Roth) Castrov. & Laínz
- Leontodon saxatilis subsp. longirrostris (Finch & P.D.Sell) P.Silva
- Leontodon taraxacoides Pau
- Leontodon taraxacoides subsp. hispidus (Roth) Kerguélen
- Leontodon taraxacoides subsp. longirrostris Finch & P.D.Sell
- Thrincia hispida (Roth) Roth
- Thrincia saxatilis subsp. hispida (Roth) Holub & Moravec[7][4]

## Nombre común
- Castellano: achicoria, alcoba, almirones, cantarera, cantarina, lechuguetilla, lechuguilla, lila.[8]